# Onda (marca)
Onda é uma marca portuguesa de artigos desportivos sedeada no distrito do Porto. É actualmente a fornecedora oficial do Comité Olímpico de Portugal.

## História

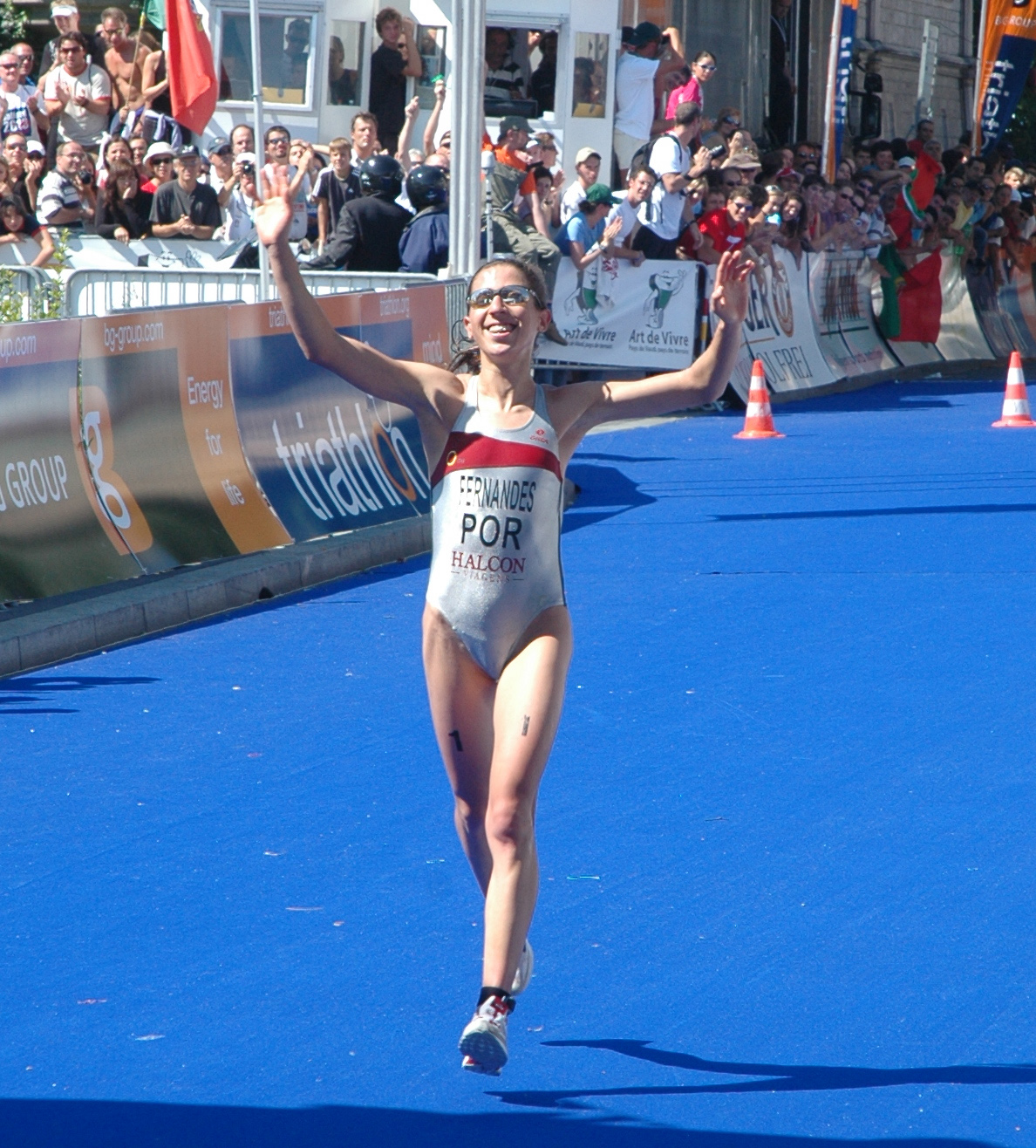
Atleta Vanessa Fernandes com equipamento Onda

A marca Onda nasceu em Barcelos, no ano de 1999, associada ao Grupo P&R Têxteis S.A.
O grupo fundador da marca, que já produzia equipamentos de desporto há mais de 20 anos, decidiu então criar uma marca exclusiva de artigos desportivos, dando-lhe o nome de Onda, associando-a ao mar e aos desportos aquáticos. 
Os artigos desportivos principalmente produzidos pela marca eram, inicialmente, equipamentos de protecção térmica.

### Evolução
Pouco tempo depois do nascimento da marca Onda, esta começou por expandir-se pela criação de duas linhas de produtos distintas: uma para equipamentos desportivos e outra para vestuário de Surfwear e Urbanwear.
A marca inicia, no ano de 2009, a comercialização de uma linha de equipamentos para a modalidade de triatlo e cria um serviço de equipamentos personalizados para as modalidades de ciclismo, triatlo e remo.
Actualmente, existem lojas Onda em Portugal e em Espanha.

## Instalações
As instalações da empresa CMD - Comercialização de Marcas Desportivas, S.A. localizam-se em Mindelo, Vila do Conde. A fábrica, armazéns e escritórios empregam cerca de 200 trabalhadores.

## Produtos
Segue-se uma lista de algumas das linhas de produtos da marca Onda:
- Ondabike
- Onda Triathlon
- Surfwear Collection
- Wetsuits Collection

## Identidade
A marca Onda afirma-se como uma marca 100% Portuguesa, sendo a patrocinadora e fornecedora oficial equipamentos desportivos do Comité Olímpico de Portugal.
A Onda patrocina também a Federação de Triatlo de Portugal..
A empresa CMD - Comercialização de Marcas Desportivas, S.A. é também uma das marcas a adoptar a campanha da Associação Empresarial de Portugal "COMPRO o que é nosso".